# Essigella wilsoni
Essigella wilsoni är en insektsart som beskrevs av Hottes 1957. Essigella wilsoni ingår i släktet Essigella och familjen långrörsbladlöss. Inga underarter finns listade i Catalogue of Life.